# Heraclia melanchiton
Heraclia melanchiton là một loài bướm đêm trong họ Noctuidae.